# Chilliwack-Sumas (circonscription britanno-colombienne)
Pour les articles homonymes, voir Chilliwack (homonymie) et Sumas.
Circonscription électorale provinciale du Canada
Chilliwack-Sumas est une ancienne circonscription provinciale de la Colombie-Britannique représentée à l'Assemblée législative de la Colombie-Britannique de 2001 à 2009.

## Géographie
La circonscription la région de la ville de Chilliwack dans le sud-ouest de la province.

## Liste des députés
| Législature                          | Années                               | Député                               | Député                               | Parti                                |
| Chilliwack-Sumas Issue de Chilliwack | Chilliwack-Sumas Issue de Chilliwack | Chilliwack-Sumas Issue de Chilliwack | Chilliwack-Sumas Issue de Chilliwack | Chilliwack-Sumas Issue de Chilliwack |
| ------------------------------------ | ------------------------------------ | ------------------------------------ | ------------------------------------ | ------------------------------------ |
| 37e                                  | 2001–2005                            |                                      | John Les                             | Libéral                              |
| 38e                                  | 2005–2009                            |                                      | John Les                             | Libéral                              |
| Circonscription abolie, Chilliwack   |                                      |                                      |                                      |                                      |